# 네트워크 접속 보호
네트워크 접속 보호(Network Access Protection, NAP)는 호스트 컴퓨터의 네트워크 접속을 제어하는 마이크로소프트의 기술로, 윈도우 서버 2008에 처음 도입되었다.
네트워크 접속 보호를 사용하면 어느 조직의 컴퓨터 네트워크를 관리하는 시스템 관리자는 시스템 유지 요구 사항에 대한 정책을 정의할 수 있다. 시스템 유지 요구 사항은 이를테면 설치된 컴퓨터에 최신 운영 체제 업데이트가 설치되어 있는지, 컴퓨터가 최신 버전의 바이러스 검사 소프트웨어 서명을 소유하고 있는지, 컴퓨터가 호스트 기반 방화벽이 설치되어 사용 중인지를 검사하는 것을 들 수 있다.

## 같이 보기
- 접근 제어
- 네트워크 보안
- 컴퓨터 보안